# Брест (Немачка)
Брест (њем. Breest) општина је у њемачкој савезној држави Мекленбург-Западна Померанија. Једно је од 69 општинских средишта округа Демин. Према процјени из 2010. у општини је живјело 180 становника. Посједује регионалну шифру (AGS) 13052012.

## Географски и демографски подаци
Брест се налази у савезној држави Мекленбург-Западна Померанија у округу Демин. Општина се налази на надморској висини од 19 метара. Површина општине износи 9,4 km². У самом мјесту је, према процјени из 2010. године, живјело 180 становника. Просјечна густина становништва износи 19 становника/km².

## Међународна сарадња
| Мјесто | Држава | Врста сарадње | Од    |
| ------ | ------ | ------------- | ----- |
|        | Пољска | партнерство   | 2000. |
| Извор  |        |               |       |